# Никто не забыт, ничто не забыто

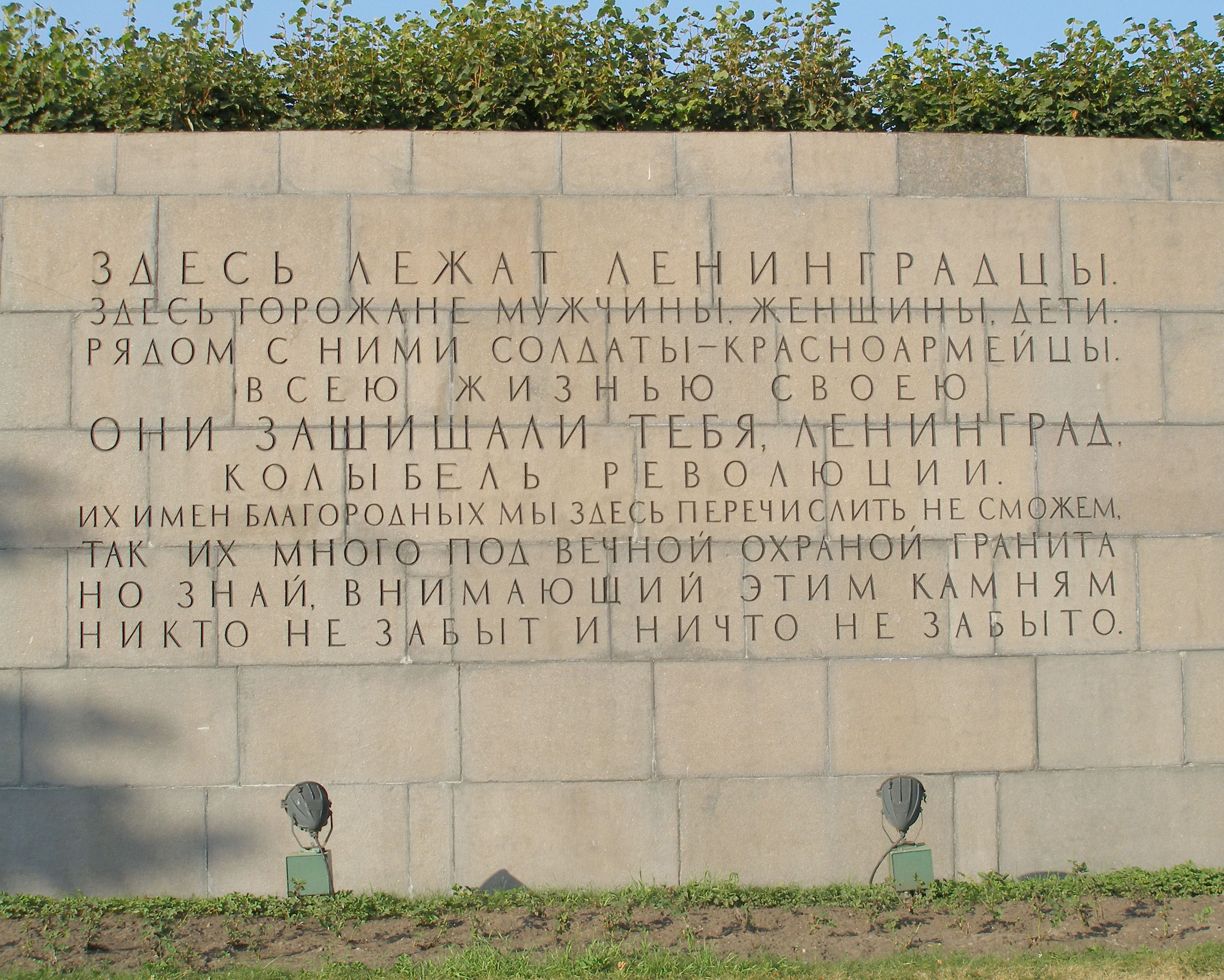
Мемориальная стена на Пискарёвском кладбище.

Никто не забыт, ничто не забыто — лозунг, как правило, употребляющийся применительно к подвигу блокадных ленинградцев и солдат Великой Отечественной войны, который остался достоянием общенародной памяти.

## Интерпретация
Страдания ленинградцев, трагизм блокады был запретной темой. В письмах Ольги Берггольц есть упоминание о том, что ещё в сороковых годах её попросили не выступать в Москве с рассказом о тысячах голодающих ленинградцев. Её слова «Никто не забыт, ничто не забыто», высеченные на Пискаревском кладбище, были присвоены казённой идеологией, чтобы прикрыть холодное равнодушие. Никогда на торжественных заседаниях не поминали погибших в блокаду. Никто из руководителей партии не произнёс доброго слова в их память. Не позволялось оплакивать неисчислимые потери, даже называть их.
Впервые эта фраза была употреблена в стихотворении Ольги Берггольц, написанном в 1959 году, как принято считать по официальной версии, для мемориальной стены на Пискарёвском кладбище в Ленинграде, где похоронены многие жертвы Ленинградской блокады. В советское время было принято связывать эти слова с «массовым, невиданным по своему размаху героизмом широчайших народных масс», перенося внимание со страдания жертв на их подвиг. Как указывал Моисей Каган, формула Берггольц выражала характерную для сложившегося в советской культуре мемориального жанра идею про «смерть человека в борьбе за свободу своего народа как путь в бессмертие».
Алесь Адамович, Даниил Гранин, а вслед за ними Борис Поюровский и Соломон Волков изложили альтернативную версию происхождения фразы, в скрытый контекст которой Берггольц, сама пострадавшая от режима, иносказательно вложила тайный смысл, подразумевающий не только ленинградцев, обречённых сталинским режимом на голодную смерть в годы войны, но и вообще жертв сталинского террора в целом:

Поэзия Берггольц была официально провозглашена реквиемом лишь по погибшим от немецкой осады, но являлась в то же время скрытым поминальным плачем по жертвам сталинской машины террора.
В этом Волков видит глубокое сходство с Седьмой симфонией Шостаковича, также написанной опальным композитором в блокадном Ленинграде. В качестве косвенного подтверждения этого также указывают на то, что Ольга Берггольц не подписалась под высеченными словами «Никто не забыт и ничто не забыто».
Ленинградский диссидент Юрий Ветохин, чьи родители погибли в блокадную зиму 1941—42 гг. от голода, а сам он полуживым 13-летним подростком был вывезен из города по льду Ладожского озера своим дядей, описывая в конце 1970-х гг. перспективы краха коммунизма, отмечал, что «блокадный голод и смерть сотен тысяч ленинградцев были выгодны Кремлю, так как принесли ему моральный капитал», и предлагал сделать лозунг «Никто не забыт и ничто не забыто!» официальным лозунгом для расследования преступлений коммунистического режима и реабилитации его жертв после восстановления в России русской национальной власти и православия.

## Использование в национальных республиках СССР

### Украина

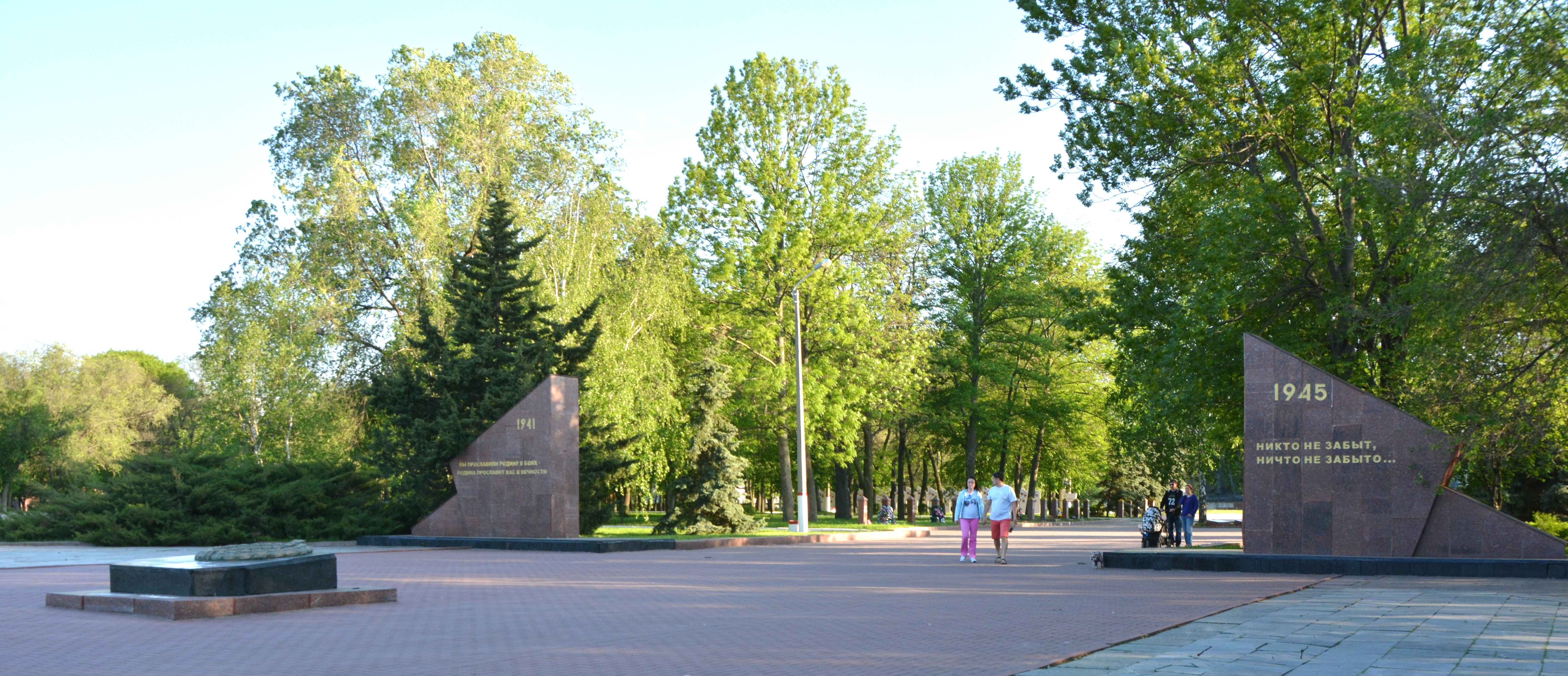
Пантеон Вечной Славы на валах в г. Кропивницкий

Внутри Крепости Святой Елисаветы в городе Кировоград в 1950 году был построен один из крупнейших в Украинской ССР, после киевского, мемориальных комплексов посвященных героям Великой Отечественной войны. Во время оккупации в 1941-1944 эта земляная крепость была одним из самых популярных мест в городе, где нацисты расстреливали евреев и советских партизан. А после освобождения в 1944 году силами местных жителей здесь было похоронено около 50 тысяч тел расстрелянных и погибших от пыток, большинство из которых принадлежали гражданским. В мирные времена здесь стали хоронить героев войны, 30 из которых были удостоены звания Героя Советского Союза. На стелах при входе на кладбище есть надпись:
Вы прославили Родину в боях - Родина прославит вас в вечности 

Никто не забыт, ничто не забыто...

## Современность

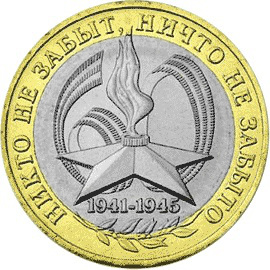

В дальнейшем риторическая формула Берггольц получила широкую популярность: многие воспринимают её как крылатую фразу. Так, по словам Президента Республики Татарстан Р. Минниханова:

Ставшие крылатыми слова «Никто не забыт, ничто не забыто!» являются для нас незыблемым нравственным законом, мерилом всего нашего общественного бытия.

Цитата из Ольги Берггольц стала названием для многих мемориальных проектов, связанных с памятью о Великой Отечественной войне. В то же время эта строчка стала и самым известным произведением самой Ольги Берггольц.
В 2005 году Банк России выпустил памятную биметаллическую монету номиналом 10 рублей, посвященную 60-й годовщине Победы в Великой Отечественной войне 1941—1945 гг., поместив на оборотной стороне надпись «НИКТО НЕ ЗАБЫТ, НИЧТО НЕ ЗАБЫТО».